# Leon Dominik Giedroyć
Leon Dominik Giedroyć herbu własnego – elektor Augusta III Sasa w 1733 roku.